# برينت كرين
برينت كرين هو سياسي أمريكي، ولد في 2 يوليو 1974 في نامبا في الولايات المتحدة. نشط حزبياً في الحزب الجمهوري. وقد انتخب عضو مجلس نواب ايداهو ‏.